# Buenache de la Sierra
Buenache de la Sierra es un municipio y localidad española de la provincia de Cuenca, en la comunidad autónoma de Castilla-La Mancha. El término municipal tiene una población de 109 habitantes (INE 2024).

## Historia
A mediados del siglo XIX, el lugar contaba con una población censada de 135 habitantes. La localidad aparece descrita en el cuarto volumen del Diccionario geográfico-estadístico-histórico de España y sus posesiones de Ultramar de Pascual Madoz de la siguiente manera:

BUENACHE DE LA SIERRA: ald. con ayunt. en la prov., part. jud. y dióc. de Cuenca (2 leg.), aud. terr. de Albacete (15), c. g. de Castilla la Nueva (Madrid 26): sit. en un alto al pie de 2 cerros, donde se encuentra un valle poblado de pinos y robles; le combaten todos los vientos: consta de 23 casas bastante deterioradas, en una plaza larga y calles irregulares empedradas en algunos puntos; tiene ademas un pósito y una igl. (Ntra. Sra. de la Asuncion), anejo de la de Valdecabras, servida por un teniente y un sacristan. Confina el térm. por N. con el de Valdecabras; E. sierra de Cuenca y deh. de Cotillas, y S. y O. con térm. de la c. de Cuenca. El terreno es pedregoso, con muchos barrancos, todo de secano, poblado en su mayor parte de pinos, robles y sabinas, y se cultivan 63 fan. para la siembra de centeno y algun trigo: lo atraviesa un arroyo que solo lleva agua en el invierno y desemboca en el r. Jucar; las labores se hacen con 15 yuntas de ganado vacuno. Los caminos son de herradura y conducen á la cap. de prov., pueblos limítrofes y á Aragon. prod.: muy pocos granos y su mayor parte centeno; y en una deh., madera útil para la construccion de casas y otros edificios; hay cria de ganado lanar y cabrio en corto número, caza de liebres, ciervos, corzos, lobos y zorros. Los prod. no bastan para el consumo, y lo que falta se importa de la c. de Cuenca. pobl. 34 vec., 135 hab. cap. prod. 321,680 rs.: imp. 16,084 rs. Importan los consumos 757 rs. 32 mrs. El presupuesto municipal asciende á 760 rs., y se cubre con lo que producen en arriendo los pastos para ganados.
(Madoz, 1846, p. 473)

## Demografía
Buenache de la Sierra cuenta con una población de 109 habitantes (INE 2024).
| Gráfica de evolución demográfica de Buenache de la Sierra entre 1842 y 2021                                         |
| |
| Población de derecho según los censos de población del INE Población de hecho según los censos de población del INE |

| 111           | 110 | 113 | 106 | 106 |
| (Fuente: INE) |     |     |     |     |

## Administración
| Periodo   | Nombre                 | Partido |
| --------- | ---------------------- | ------- |
| 2003-2007 | Nicolás Díaz Contreras | PSOE    |
| 2007-2011 | Bruno Real Real        | PP      |
| 2011-2015 | Vicente Caja Real      | PP      |